# Egyptian National Football League 2015
La Egyptian National Football League 2015 è stata la 1ª edizione del campionato di football americano di primo livello, organizzato dalla EFAF.
La finale è stata giocata il 1º maggio.

## Squadre partecipanti
| Club             | Città               | Stadio | Sponsor ufficiale |
| ---------------- | ------------------- | ------ | ----------------- |
| Cairo Bears      | New Cairo           |        |                   |
| Cairo Hellhounds | Il Cairo            |        |                   |
| Cairo Wolves     | Giza                |        |                   |
| GUC Eagles       | New Cairo           |        |                   |
| MSA Tigers       | Città del 6 ottobre |        |                   |

## Stagione regolare

### Calendario

#### 1ª giornata
| 3 aprile 2015, ore 13:00 | Cairo Hellhounds | 27 – 0 referto | Cairo Wolves |  |

| 3 aprile 2015, ore 18:00 | MSA Tigers | 54 – 22 referto | Cairo Bears |  |

#### 2ª giornata
| 10 aprile 2015, ore 13:00 | Cairo Wolves | 16 – 0 referto | MSA Tigers |  |

| 10 aprile 2015, ore 18:00 | GUC Eagles | 69 – 6 referto | Cairo Bears |  |

#### 3ª giornata
| 17 aprile 2015, ore 13:00 | Cairo Hellhounds | 34 – 0 referto | MSA Tigers |  |

| 17 aprile 2015, ore 18:00 | Cairo Wolves | 64 – 0 referto | Cairo Bears |  |

#### 4ª giornata
| 21 aprile 2015, ore 18:00 | GUC Eagles | 31 – 14 referto | MSA Tigers |  |

#### 5ª giornata
| 24 aprile 2015, ore 13:00 | Cairo Wolves | 0 – 29 referto | GUC Eagles |  |

| 24 aprile 2015, ore 18:00 | Cairo Bears | 0 – 50 referto | Cairo Hellhounds |  |

| 25 aprile 2015, ore 13:00 | GUC Eagles | 18 – 7 referto | Cairo Hellhounds |  |

### Classifica
La classifica della regular season è la seguente:
- PCT = percentuale di vittorie, G = partite giocate, V = partite vinte,  P = partite perse, PF = punti fatti, PS = punti subiti

| Pos. | Squadra          | PCT   | G | V | N | P | PF  | PS  |
| ---- | ---------------- | ----- | - | - | - | - | --- | --- |
| 1    | GUC Eagles       | 1.000 | 4 | 4 | 0 | 0 | 147 | 27  |
| 2    | Cairo Hellhounds | .750  | 4 | 3 | 0 | 1 | 118 | 18  |
| 3    | Cairo Wolves     | .500  | 4 | 2 | 0 | 2 | 80  | 56  |
| 4    | MSA Tigers       | .250  | 4 | 1 | 0 | 3 | 68  | 103 |
| 5    | Cairo Bears      | .000  | 4 | 0 | 0 | 4 | 28  | 237 |

## I Egyptian Bowl
| 1º maggio 2015, ore 15:00 | GUC Eagles | 26 – 12 referto | Cairo Hellhounds |  |

## Verdetti
- GUC Eagles Campioni dell'Egitto 2015